# Pianificazione dei sistemi di trasporto
Per Pianificazione Sostenibile dei Sistemi di Trasporto si intende quella sequenza di azioni razionali compiute per individuare degli interventi (prendere delle decisioni) sul sistema dei trasporti o su sue parti, al fine di raggiungere degli obiettivi tenendo conto dei vincoli attuali e futuri (Cartenì, 2017; Cascetta, 2009).
Pianificare un sistema dei trasporti significa quindi definire il processo razionale con cui arrivare a prendere delle decisioni (compresa quella di non decidere) considerando gli impatti che queste possono avere sullo sviluppo sostenibile, ovvero sugli utenti del sistema dei trasporti e sulla collettività (sostenibilità sociale), sul territorio e sull’ambiente (sostenibilità ambientale) e sull’economia e la produttività (sostenibilità economica). 
Gli interventi da attuare su di un sistema di trasporto sono funzionali al raggiungimento di obiettivi specifici, nel rispetto dei vincoli, e dei punti di vista dei decisori e dei soggetti coinvolti (decidere al meglio, scelte razionali). Le decisioni, e i relativi obiettivi e vincoli, possono essere prese da soggetti che operano nell’ottica della collettività o da soggetti che operano nell’ottica privata o aziendale.

## Interventi
Gli interventi che possono essere attuati su di un sistema dei trasporti (o su di una sua parte) sono (Cartenì, 2017; Cascetta et al., 2015):
- sull'offerta di trasporto e di mobilità;
- sul sistema delle attività;
- sull'ambiente.

Intervenire sull'offerta di trasporto significa creare o modificare l'accessibilità tra diversi punti del territorio e quindi, comprende:
- la realizzazione di nuove infrastrutture che rendono possibili nuovi collegamenti (es. costruire una nuova strada, una nuova metropolitana ecc.)
- la pianificazione dei servizi di trasporto (es. linee di autobus, di metropolitane, di alta velocità ecc.);
- le tariffe (es. pedaggi, biglietti, costo della sosta);
- le tecnologie (es. sistemi di trasporti intelligenti, sistemi di controllo del traffico) che variano le prestazioni della offerta di trasporto.

Gli interventi sull'offerta di trasporto impattano sulla domanda di mobilità anche al fine di influenzare il comportamento degli utenti al fine di modificare (influenzare) le scelte di viaggio e possono essere di:
- “pull” se si vuole attirare domanda verso un sistemi/modi più sostenibili (es. aumentando l'attrattività dei servizi di trasporto collettivo);
- “push” se si vuole allontanare l'utenza da certe modalità di trasporto non-sostenibili (es. aumentare il costo della sosta per disincentivare l'uso dell'auto privata);
- “marketing” dei servizi (es. promozione e/o revamping di nuove linee più confortevoli e frequenti) e/o dei comportamenti (es. promozione di infrastrutture più sicure, azioni di nudging).

Ci sono altre scelte che non riguardano direttamente il sistema di trasporti ma che incidono su di esso e quindi vanno tenute in conto in ragione degli impatti che possono avere sul sistema. Queste riguardano il sistema delle attività come ad esempio l'ora di apertura dei negozi e delle scuole che influenzano l'orario di partenza degli spostamenti del mattino, o la scelta di dove localizzare una nuova azienda che influenza la destinazione degli spostamenti dei suoi addetti.
Tutti i possibili interventi possono essere di breve o di lungo periodo (pianificazione tattica, ovvero strategica). Ad esempio, se si vuole decidere se e dove realizzare una nuova linea metropolitana bisogna decidere nel lungo periodo (Pianificazione Strategica) e bisogna considerare i tempi di realizzazione, la vita utile dell'opera e i cambiamenti che si avranno sull'offerta di trasporto, sulla domanda ma anche sul sistema delle attività. Quando invece si deve progettare, ad esempio, il ciclo semaforico di un incrocio o i sensi di marcia di un quartiere (Pianificazione Tattica), sarà sufficiente considerare gli effetti dell'intervento sulla domanda di mobilità e sull'offerta di trasporti.

## Obiettivi e vincoli
Nella pianificazione dei sistemi di trasporto i soggetti che prendono le decisioni sono diversi, spesso i loro obiettivi sono differenti o addirittura in contrasto. Se si decide per l'interesse della collettività (decisore pubblico) gli obiettivi dichiarati dovrebbero essere (Cascetta et al., 2015; Cartenì, 2017):
- la funzionalità, quindi garantire l'accessibilità alle diverse aree del territorio con il minor costo possibile;
- l'equità, puntare ad offrire un sistema che consente a tutti i cittadini di potersi spostare per realizzare le proprie attività;
- economicità, bisogna scegliere in maniera razionale come investire, commisurando quello che si spende con quello che ci si aspetta di ottenere (impatti);
- il consenso, bisogna avere l'accettazione da parte dei soggetti portatori di interesse (Public Engagement).

Per i decisori privati (es. aziende, operatori economici), invece, gli obiettivi sono quelli di aumentare i ricavi, contenere i costi ed aumentare la soddisfazione dei clienti.
Sono spesso presenti degli obiettivi informali (Cascetta et al., 2015) che i decisori, sia pubblici che privati, si prefiggono ma che non possono essere dichiarati come finalità delle decisioni e sono ad esempio:
- allargamento del consenso pubblico
- legittimazione del ruolo pubblico
- massimizzazione degli interessi privati
- indebolire la concorrenza aziendale

Per raggiungere tutti gli obiettivi prefissati bisogna considerare tutti i possibili vincoli, siano essi tecnici (fattibilità tecnica dell'intervento), di budget (fattibilità economica), normativi (fattibilità amministrativa) o di consenso (fattibilità sociale).

## Decidere al meglio
Decidere al meglio significa prendere decisioni su di un sistema dei trasporti (o su di una sua parte) mantenendo un livello minimo di razionalità, ovvero, facendo tesoro degli errori del passato, cercare di risolvere i problemi e le criticità del presente (Elster, 1986).
Per decidere al meglio è necessario che una decisione (pubblica o privata) possegga dei requisiti minimi di razionalità (Cartenì, 2017; Cascetta et al., 2013), ovvero sia:
- comparativa; viene scelta la soluzione ottimale confrontando diverse alternative, considerando anche la possibilità di non decidere (non intervenire);
- consapevole; delle possibili alternative, bisogna conoscere e considerare gli effetti (impatti) che avranno sul sistema dei trasporti (analisi quantitativa);
- coerente; la soluzione prescelta deve essere coerente con gli obiettivi dichiarati; inoltre deve garantire anche una coerenza interna con le altre scelte prese sul sistema dei trasporti, ed esterna con le decisioni prese negli altri settori della pianificazione urbanistica e territoriale;
- flessibile; le decisioni, per quanto siano modificabili, cambiano se variano le condizioni al contorno.

## I modelli decisionali della pianificazione dei trasporti
Progettare una infrastruttura di trasporto, o pianificare un insieme di interventi, anche infrastrutturali, su un sistema di trasporto, sono attività decisionali che risultano da un processo (Manheim, 1979; Meyer and Miller, 2001; Cascetta, 2009; Ortuzar and Willumsen, 2011). Il processo decisionale relativo agli interventi su un sistema di trasporto è, di solito, molto più complesso ed articolato di quanto avviene in molti altri sistemi progettati dall'ingegnere, soprattutto quando il decisore deve considerare, direttamente o indirettamente, gli effetti per la collettività.
La decisione si forma attraverso un processo che può essere visto come l'insieme di tutte le azioni che avvengono dal momento in cui viene individuato un problema o una opportunità fino al momento in cui viene presa una decisione ad esso relativa.
A questo scopo è utile il concetto di modello decisionale, cioè di un costrutto teorico che individua gli elementi essenziali del processo: i decisori, i loro attributi cognitivi, le attività di ricerca delle soluzioni, le modalità e di criteri di scelta. I modelli decisionali collettivi possono essere classificati in due categorie: la prima riguarda la possibilità che il decisore sia unico (modelli individuali); in alternativa, e più coerentemente con casi trattati in questo volume, si assume che la decisione sia presa all'interno di una organizzazione amministrativa, o aziendale, all'interno della quale ci possono essere più decisori (modelli organizzativi). I modelli organizzativi descrivono processi decisionali collettivi, quelli, cioè, nei quali il decisore non è unico, ma fa parte di un sistema di più individui o più organizzazioni 11, 15.
I modelli razionali che descrivono i processi decisionali collettivi (decisioni presa all'interno di organizzazioni amministrative o aziendali, all'interno delle quali ci possono essere più decisori) possono essere classificati in (Cartenì, 2017):
- modelli a razionalità forte;
- modelli a razionalità limitata.

Il modello a razionalità forte o assoluta presuppone che i decisori abbiano i mezzi che permettono di scegliere l'alternativa migliore in assoluto, attraverso un processo di massimizzazione. Questo approccio, detto anche comprensivo, assume che ci sia un decisore o più decisori con un sistema di preferenze unico ed esplicitabile che consenta l'ordinamento delle alternative possibili(Simon, 1957). L'homo oeconomicus, è capace, quindi, di valutare tutte le possibili alternative, dare loro una utilità e scegliere quella che ha la massima utilità. Esempi applicativi sono tutti i contesti di scelta con pochi e semplici obbiettivi, vincoli ed alternative, come la definizione del ciclo semaforico ottimo, le frequenze ottimali per un servizio di trasporto pubblico, i turni efficienti del personale di un'azienda, l'esercizio ottimale di un piazzale di contenitori e così via.
Quando invece, si ha a che fare con molteplici obiettivi, vincoli ed alternative di intervento ci si deve accontentare della soluzione più soddisfacente, di trovare un ragionevole compromesso tra le diverse alternative di scelta (modello a razionalità limitata) (Simon, 1957; Kahneman, 2003). Secondo il modello a razionalità limitata, la razionalità degli individui è limitata dalle informazioni che si hanno, dalle limitazioni cognitive delle loro menti, e dalla quantità finita di tempo che hanno a disposizione per prendere decisioni.
Il decisore non ricerca quindi l'ottimo in assoluto, ma si accontenta di una soluzione che sia abbastanza soddisfacente, e nel caso in cui non riuscisse a trovare un'alternativa con le caratteristiche da lui richieste può ridimensionare la sua aspettativa, o al contrario nel caso in cui si rende conto che le soluzioni sono troppo a portata di mano può aggiornare i suoi obiettivi rendendoli più ambiziosi. Il processo decisionale è quindi un processo di apprendimento che si realizza con continui aggiustamenti tra mezzi e fini. Per questa capacità di adeguamento di obiettivi e mezzi i modelli di razionalità limitata sono talvolta definiti come modelli cognitivi (Wang and Ruhe, 2007).
Un'altra caratteristica del modello a razionalità limitata è che esso si adatta più facilmente al caso di decisioni collettive dove ci sono più decisori e dove è necessario tenere in conto anche degli stakeholders (Cascetta et al., 2013).

## Il coinvolgimento dei portatori d'interessi (public engagment)
I portatori d'interesse sono coloro che hanno un interesse specifico per la posta in gioco, anche se non dispongono di un potere formale di decisione o di un'esplicita competenza giuridica. Questi potrebbero:
- avere interesse politico;
- avere interesse economico;
- avere un interesse professionale;
- essere potenziali utenti della realizzazione di quel piano/progetto;
- il loro contesto ambientale e/o sociale potrebbe in qualche modo essere influenzato dall'implementazione del piano/progetto.

Data la vasta gamma di possibili stakeholders coinvolti, è probabile che abbiano interessi conflittuali. Esistono diverse classificazioni per i portatori d'interessi; una di queste propone di aggregarli in ragione dell'interesse e del potere che questi possono avere nel processo decisionale (fonte: Gardner, J., R., Rachlin, R. Sweeny, A. (1986), Handbook of strategic planning, Wiley, New York) :
1. Alto Potere e Alto Interesse: Stakeholder Chiave (Coinvolgimento Diretto)
2. Alto Potere e Basso Interesse: Stakeholder Istituzionale (Identificazione)
3. Basso Potere e Alto Interesse: Stakeholder Operativo (Ascolto attivo)
4. Basso Potere e Basso Interesse: Stakeholder Marginale (Comunicazione informazioni)

Il Public Engagement (PE) rappresenta quell'insieme di tecniche ed attività attinenti al meccanismo di identificazione e coinvolgimento degli stakeholders nell'ambito del processo decisionale (Kelly et al., 2004). Durante il processo decisionale, le informazioni vengono reciprocamente scambiate tra gli stakeholders e il team di progetto con l'obiettivo di rendere più efficiente la pianificazione e quindi le decisioni.
Il PE cerca di superare una pericolosa sindrome che colpisce le Amministrazioni ed i progettisti, ovvero la sindrome DAD: Decidi, Annuncia e Difendi (nella versione originale Decide, Announce, Defend). DAD è una sindrome ben nota in letteratura (Susskind and Elliot, 1983; Elliot, 2009), tipica della cultura tecnica e amministrativa di tanti Paesi. Secondo questo approccio orientato alla consultazione “a valle” della decisione, l'Amministrazione prende una decisione o elabora un progetto con i suoi tecnici ed i suoi esperti. Una volta che si ritiene di aver individuato il progetto migliore, che risponde al meglio ai bisogni ed alle esigenze del territorio, ovvero che la Decisione è compiuta, si Annuncia il progetto alla popolazione ed agli altri stakeholders che non sono stati coinvolti in precedenza. Questo fa nascere numerose opposizioni. L'Amministrazione è, quindi, obbligata a Difendere la decisione contro le critiche, le accuse e le polemiche senza avere la possibilità di migliorarla (se non marginalmente) o di metterla in discussione.
L'evoluzione della teoria del PE ha portato a definire i cinque livelli che ad oggi sembrano essere quelli più condivisi (Kelly et al., 2004):
1. Individuazione degli stakeholders. Si prendono in considerazione i possibili stakeholders e le loro reazioni;
2. Ascolto: riguarda un'analisi delle condizioni esistenti (sociali, culturali ed economiche) e dei timori degli stakeholders.
3. Divulgazione dell'informazione: si fornisce agli stakeholders l'informazione relativa al progetto nelle forme appropriate;
4. Consultazione: in questo contesto i decisori ed i progettisti ascoltano i punti di vista degli stakeholders al fine di migliorare la formulazione del progetto prima della sua approvazione dopo o per fare necessarie modifiche durante la sua implementazione;
5. Partecipazione: riguarda un'estensione della consultazione dove i gruppi direttamente interessati diventano partner nella definizione del progetto e nella implementazione dei progetti. Essi partecipano nel prendere la decisione, anche attraverso un referendum o altre forme di coinvolgimento.